# Solitaire du Figaro 2016
Navigation
2015 2017
La Solitaire du Figaro 2016 (officiellement La Solitaire Bompard Le Figaro) est la 47e édition de la Solitaire du Figaro, une course à la voile en solitaire. Elle s'est déroulée en juin et juillet 2016 et a été remportée par Yoann Richomme.

## Description
Le départ de la course a été donné le 19 juin 2016 à Deauville. 39 skippers y prennent part.

## Étapes
|   | Départ              | Arrivée             | Distance (milles nautiques) | Vainqueur                           | Durée de course                              |
| - | ------------------- | ------------------- | --------------------------- | ----------------------------------- | -------------------------------------------- |
| 1 | Deauville           | Île de Wight/Cowes  | 510                         | Erwan Tabarly (Armor-Lux)           | 3 jours, 9 heures, 25 minutes et 46 secondes |
| 2 | Île de Wight/Cowes  | Lézardrieux/Paimpol |                             | Yoann Richomme (Skipper MACIF 2014) | 2 jours, 20 heures, 0 minute et 29 secondes  |
| 3 | Lézardrieux/Paimpol | La Rochelle         |                             | Charlie Dalin (Skipper MACIF 2015)  | 2 jours, 17 heures, 2 minutes et 34 secondes |
| 4 | La Rochelle         | La Rochelle         | 130                         | Gildas Morvan (Cercle Vert)         | 0 jour, 20 heures, 31 minutes et 56 secondes |

## Classement général[3],[4]
| Position | Navigateur             | Bateau                             | Durée de course                               |
| -------- | ---------------------- | ---------------------------------- | --------------------------------------------- |
| 1        | Yoann Richomme         | Skipper MACIF 2014                 | 9 jours, 19 heures, 45 minutes et 12 secondes |
| 2        | Charlie Dalin          | Skipper MACIF 2015                 | 9 jours, 19 heures, 50 minutes et 22 secondes |
| 3        | Nicolas Lunven         | Generali                           | 9 jours, 20 heures, 40 minutes et 14 secondes |
| 4        | Erwan Tabarly          | Armor-Lux                          | 9 jours, 21 heures, 8 minutes et 54 secondes  |
| 5        | Thierry Chabagny       | Gédimat                            | 9 jours, 21 heures, 11 minutes et 31 secondes |
| 6        | Alexis Loison          | Groupe FIVA                        | 9 jours, 22 heures, 3 minutes et 56 secondes  |
| 7        | Corentin Douguet       | Sofinther - Un maillot pour la vie | 9 jours, 22 heures, 27 minutes et 25 secondes |
| 8        | Vincent Biarnes        | Guyot Environnement                | 9 jours, 23 heures, 26 minutes et 45 secondes |
| 9        | Xavier Macaire         | Chemins d'Océans                   | 9 jours, 23 heures, 28 minutes et 58 secondes |
| 10       | Christopher Pratt      | Sourire à la Vie                   | 9 jours, 23 heures, 34 minutes et 44 secondes |
| 11       | Sébastien Simon        | Bretagne-CMB Performance           | 10 jours, 0 heure, 11 minutes et 19 secondes  |
| 12       | Martin Le Pape         | Bellocq Paysages                   | 10 jours, 0 heure, 31 minutes et 21 secondes  |
| 13       | Anthony Marchand       | Ovimpex-Secours populaire          | 10 jours, 1 heure, 53 minutes et 16 secondes  |
| 14       | Benjamin Dutreux       | Team Vendée                        | 10 jours, 2 heures, 11 minutes et 39 secondes |
| 15       | Gildas Morvan          | Cercle Vert                        | 10 jours, 3 heures, 40 minutes et 3 secondes  |
| 16       | Alan Roberts           | Alan Roberts Racing                | 10 jours, 5 heures, 14 minutes et 39 secondes |
| 17       | Will Harris            | Artemis 77                         | 10 jours, 6 heures, 6 minutes et 53 secondes  |
| 18       | Nick Cherry            | Redshift                           | 10 jours, 6 heures, 11 minutes et 47 secondes |
| 19       | Pierre Quiroga         | Skipper Espoir CEM                 | 10 jours, 6 heures, 20 minutes et 0 seconde   |
| 20       | Arnaud Godart-Philippe | Faun Environnement                 | 10 jours, 6 heures, 21 minutes et 26 secondes |